# Stylurus townesi
Stylurus townesi là một loài chuồn chuồn ngô thuộc họ Gomphidae. Đây là loài đặc hữu của Hoa Kỳ. Môi trường sống tự nhiên của nó là các con sông.